# Anto Gvozdenović

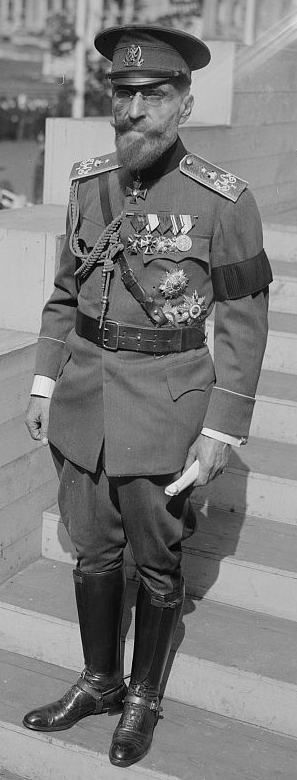
Anto Gvozdenović con su uniforme de general

Anto Gvozdenović (en serbio cirílico: Анто Гвозденовић) fue un general montenegrino, ruso y francés, miembro del Consejo Privado Imperial Ruso, y un estadista y diplomático.

## Biografía
Anto Gvozdenović provenía de la tribu Cheklichi, de la familia Gvozdenović. El clan se consideraba principesco y estaba relacionado con la familia de príncipes Petrović-Negoš.
Anto estudió en el Seminario de Cetiña, Universidad Imperial de Moscú, defendió su tesis doctoral en medicina.
Miembro de la Guerra de Liberación de 1876-1878 y de la Guerra Ruso-Turca de 1877-1878. En 1877-1878 sirvió a las órdenes del "General Blanco" Mijaíl Skóbelev en Bulgaria. Bajo su liderazgo, Gvozdenović participó en la expedición Akhal-Teke. En 1900 se jubiló y vivió en Rusia como particular.
Con el estallido de la guerra ruso-japonesa, Gvozdenović volvió al servicio ruso. Luchó en Manchuria bajo el mando del general Paul Rennenkampf. Recibió el grado de Teniente General del Ejército Imperial Ruso. Caballero de las Órdenes Imperiales Rusas de San Jorge y San Vladimir con espadas. En 1906 se retiró.
En 1911 Gvozdenović regresó a Montenegro. Miembro de la Primera Guerra Balcánica, Segunda Balcánica y Primera Guerra Mundial. Consejero personal del rey de Montenegro, Nicolás I. Cuando, tras la derrota del ejército serbio y su retirada al Adriático a través del territorio montenegrino, quedó claro que la ocupación de Montenegro también era inevitable, Nikola Petrović-Njegoš, junto con el gobierno y la Asamblea, abandonaron el país, transfiriendo plenos poderes al serdar Janko Vukotić y nombrándolo el 3 de enero de 1916 como jefe de gabinete del Alto Mando montenegrino. Gvozdenović se fue de Montenegro con el rey. Pronto, el ejército montenegrino se vio obligado a capitular ante las muchas veces superiores fuerzas austriacas. El acta de rendición del 21 de enero de 1916 fue firmada por Janko Vukotić. La "Esparta eslava" fue ocupada por los austriacos.
Nikola Petrović-Njegoš se instaló con su familia y asesor en Francia. En 1917, según la Declaración de Corfú, se anunció la fusión de Montenegro con Serbia. El 26 de noviembre de 1918 Montenegro se convirtió oficialmente en parte del Reino de los Serbios, Croatas y Eslovenos. Este acto jurídico estatal fue unilateral y significó el derrocamiento de la monarquía montenegrina. Los esfuerzos de los diplomáticos montenegrinos en la conferencia de Versalles fueron en vano, la soberanía jurídica internacional del país se perdió durante mucho tiempo.

## Carrera política
Gvozdenović es el último Primer Ministro (en el exilio) del Reino de Montenegro y embajador de Montenegro en Estados Unidos, siendo él el primer embajador montenegrino. Miembro de la delegación montenegrina en la Conferencia de Paz de París. Miembro del movimiento "Por la Ley, el Honor y la Gloria de Montenegro". En 1921-1923 fue corregente (junto con la reina Milena) del Reino de Montenegro (en el exilio), más tarde hasta 1929 fue catalogado como regente bajo el rey Miguel I.
Bajo la amnistía de 1925, Gvozdenović regresó al Reino de los Serbios, Croatas y Eslovenos. Las autoridades serbias instalaron a todos los montenegrinos amnistiados en el hotel "Kosovo" de Belgrado, fueron puestos bajo supervisión. Estaba prohibido visitar Montenegro. Solo en 1933, con el permiso de las autoridades, Gvozdenović partió hacia Montenegro, a su pueblo natal, y murió en su propiedad el 2 de septiembre de 1935.
- Datos: Q368748
- Multimedia: Anto Gvozdenović / Q368748

## Otras lecturas
- Đuro Batrićević; Radoman Jovanović (1994). Dr Anto Gvozdenović: general u tri vojske. Crnogorci u rusko-japanskom ratu. Đuro Batrićević. Obod. ISBN 978-86-305-0169-2.
- Đuro Batrićević (1996). Crnogorci u rusko-japanskom ratu. Obod.
- Srdja Pavlovic (2008). Balkan Anschluss: The Annexation of Montenegro and the Creation of the Common South Slavic State. Purdue University Press. pp. 94-. ISBN 978-1-55753-465-1.